# Toine (film)
Pour la nouvelle de Maupassant, voir Toine.
Pour plus de détails, voir Fiche technique et Distribution.
Toine est un film français réalisé par René Gaveau, sorti en 1933.

## Synopsis
À Marseille, Jean, fils de Toine le maraicher, hésite entre la charmante Ginette et la belle Maud Florens, une chanteuse. Quand son parrain lui raconte comment il a lui-même perdu tout ce qu'il possédait pour les beaux yeux de cette chanteuse, Jean n'hésite plus, ce sera Ginette.

## Fiche technique
- Titre : Toine
- Réalisation : René Gaveau
- Scénario : Étienne Recagno[1]
- Photographie : Christian Gaveau[2] et Jean Petit
- Musique : Vincent Scotto et Mimi Recagno[3]
- Production : Félix Méric[4]
- Pays d'origine :  France
- Format : Noir et blanc - 35 mm - 1,37:1
- Genre : comédie dramatique
- Durée : 92 minutes
- Date de sortie : France, 17 mars 1933

## Distribution
- Andrex : Jeannot
- Alida Rouffe : Rosa
- Karl Ditan : Jean
- Fortuné ainé : Toine
- Jean Flor : M. Bertrand
- Janine Liezer : Ginette
- Nitta-Jo[5] : Maud Florens
- Marguerite Willy